# Gabrielle Filteau-Chiba
Gabrielle Filteau-Chiba, née en 1987 au Québec, est une romancière québécoise. Ses romans sont notamment consacrés à la défense de la nature.

## Biographie
Elle est née en 1987 à Montréal, fille d’un professeur de langue et d’une traductrice médicale. Elle étudie à l'université Laval et en sort diplômée en 2010.
Elle travaille ensuite comme traductrice. Puis en 2013, elle quitte son emploi et l'agitation de Montréal pour partir vivre dans une cabane en bois en forêt, dans la région du Kamouraska, au bord de la rivière de même nom, sans électricité, sans eau, et sans réseau, entourée de coyotes et d'ours,,. Le premier hiver est un hiver de solitude et d’ensauvagement, mais aussi d'apaisement. Puis elle côtoie un groupe d’écologistes en lutte contre un projet d’oléoduc, et s'installe avec un amoureux dans une maison érigée à côté de sa cabane. Ils ont une fille.
Elle devient également conseillère municipale de Saint-Bruno-de-Kamouraska lors d'une élection partielle de 2016, est réélue en 2017, et en démissionne en 2019. Quelques années plus tard, temporairement, elle se rapproche à nouveau de Montréal pour que sa fille puisse aller à l’école. Elle se consacre également à l'écriture, initialement dans un but militant, pour partager ses convictions sur la sauvegarde nécessaire de la nature à  travers des romans à la fois engagés et poétiques,.

## Œuvre
Elle est l'autrice d'une trilogie romanesque : Encabanée (publié au Québec en 2018), Sauvagines (publié au Québec en 2019), et Bivouac (publié au Québec en 2021). Gabrielle Filteau-Chiba, par ailleurs artiste, est également l'autrice d'illustrations dans ses romans. 
Encabanée s'appuie sur son journal intime où elle relatait son abandon de la ville pour aller s’installer dans une cabane. Elle décide finalement d'en faire un roman, avec un personnage de fiction, Anouk.
Sauvagines est un thriller, autant qu’un livre sur la nature, s'appuyant sur un autre personnage de fiction, Raphaëlle, une agente de protection de la faune, aux prises avec un braconnier. On y retrouve aussi le personnage d'Anouk,,.
Bivouac a lui aussi le rythme et la tension d'un thriller, et inclut également les personnages d'Anouk et de Raphaëlle. Aidées d'un troisième personnage, Riopelle (aussi nommé Robin), et de ses compagnons, une lutte s'engage contre l'industrie pétrolière, pour préserver la nature. Trois façons de protéger la nature sont exposées indirectement à travers cette fiction : le retrait, le développement d'un modèle alternatif ou l’activisme. Entre les passages consacrés à la magie des arbres, un plaidoyer prend place pour un nouveau rapport avec le territoire naturel québécois, moins prédateur et partagé avec les peuples autochtones,.

## Ouvrages
Trilogie
- Encabanée, Éditions XYZ, 2018. Édition dans la collection Folio en 2022  (ISBN 9782072946059).
- Sauvagines, Éditions XYZ, 2019. Édition dans la collection Folio en 2023  (ISBN 9782072969317).
- Bivouac, Éditions XYZ, 2021. Édition dans la collection Folio en 2024  (ISBN 9782072969362).

Autres
- Sitka : nouvelle galopante, Éditions XYZ, coll. « Draisine », 2022 (ISBN 9782897723866).
- Hexa, Éditions XYZ, 2023 (ISBN 9782897724573). En France : chez Stock, en 2025 (ISBN 9782234096882)
- La forêt barbelée  (préf. Cécile Coulon), Le Castor astral, coll. « Poésie », 2024 (ISBN 9791027803606).

## Prix et honneurs
- 2021 – Lauréate du prix littéraire de l'année 2021 de l'Association des Auteurs des Laurentides[7]
- 2025 – Finaliste : Prix des Libraires (pour Hexa)[8]
- 2025 - Finaliste : Prix Sirène Lapérousse (pour La forêt barbelée)[9]